# Olpe

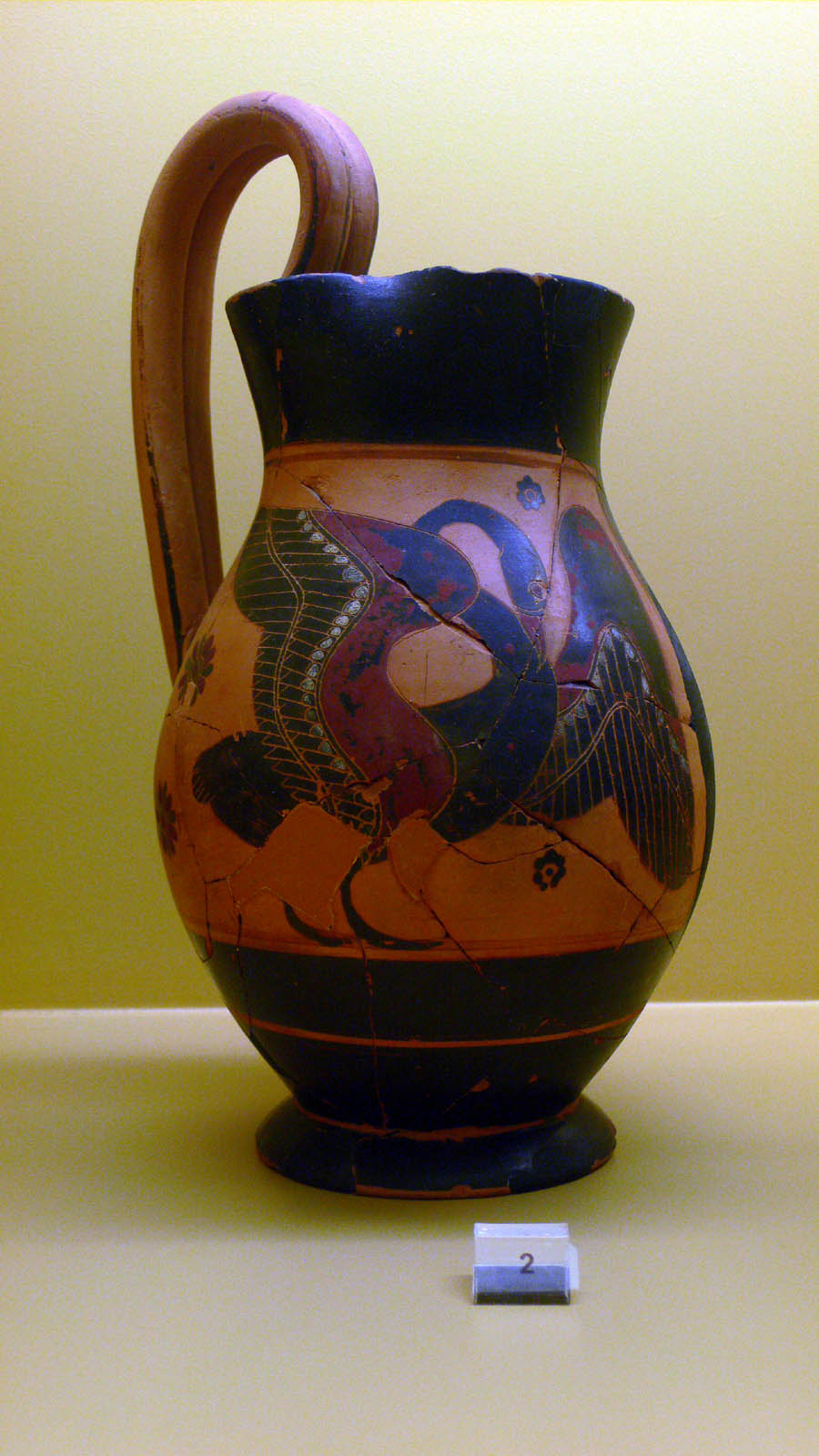
Olpe, 600-590 a. C., Museo del Ágora de Atenas.

Olpe (en griego antiguo: ολπη, romanizado: olpē) es un tipo de cerámica de la Antigua Grecia.
Olpe es un recipiente de cerámica (también de metal) para verter aceite o vino, es considerado por muchos expertos como una forma especial de enócoe (p. ej., el arqueólogo británico John Beazley), a diferencia del cual, salvo excepciones, es más delgado y tiene un asa vertical alta que se eleva por encima de la abertura de vertido, que suele ser redonda.
El olpe comenzó a producirse en Corinto alrededor del 720 a. C. Su decoración estaba influenciada por patrones orientales (desde finales del siglo VIII hasta mediados del siglo VI a. C., una materia prima muy demandada, especialmente en las colonias griegas del oeste y en Etruria, donde pronto fue producido por talleres locales). Fue el nacimiento del llamado estilo protocorintio (un estilo orientalizante, caracterizado por figuras negras sobre un fondo rojo anaranjado), que perduró durante unos 100 años. Las formas principales de las vasos decoradas en este estilo, además del olpe, también incluían el enócoe, el aríbalo o la cótila. Los motivos decorativos comunes eran flores, así como diversos animales y rosetas punteadas que llenaban el espacio. Los dibujos de animales aparecían con más frecuencia que los de figuras humanas. Originalmente, los dibujos se dibujaban en contornos o siluetas oscuras. Más tarde, los detalles anatómicos se enfatizaron mediante el grabado, y este es el estilo de figuras negras, que apareció en Corinto cien años antes que en Atenas (desde mediados del siglo VI a. C., las figuras humanas fueron los motivos más frecuentes de la cerámica de figuras negras en Atenas).
Los olpesse utilizaban, entre otras cosas, en las palestras, donde los luchadores eran ungidos con aceite.<ref name="LSJ">

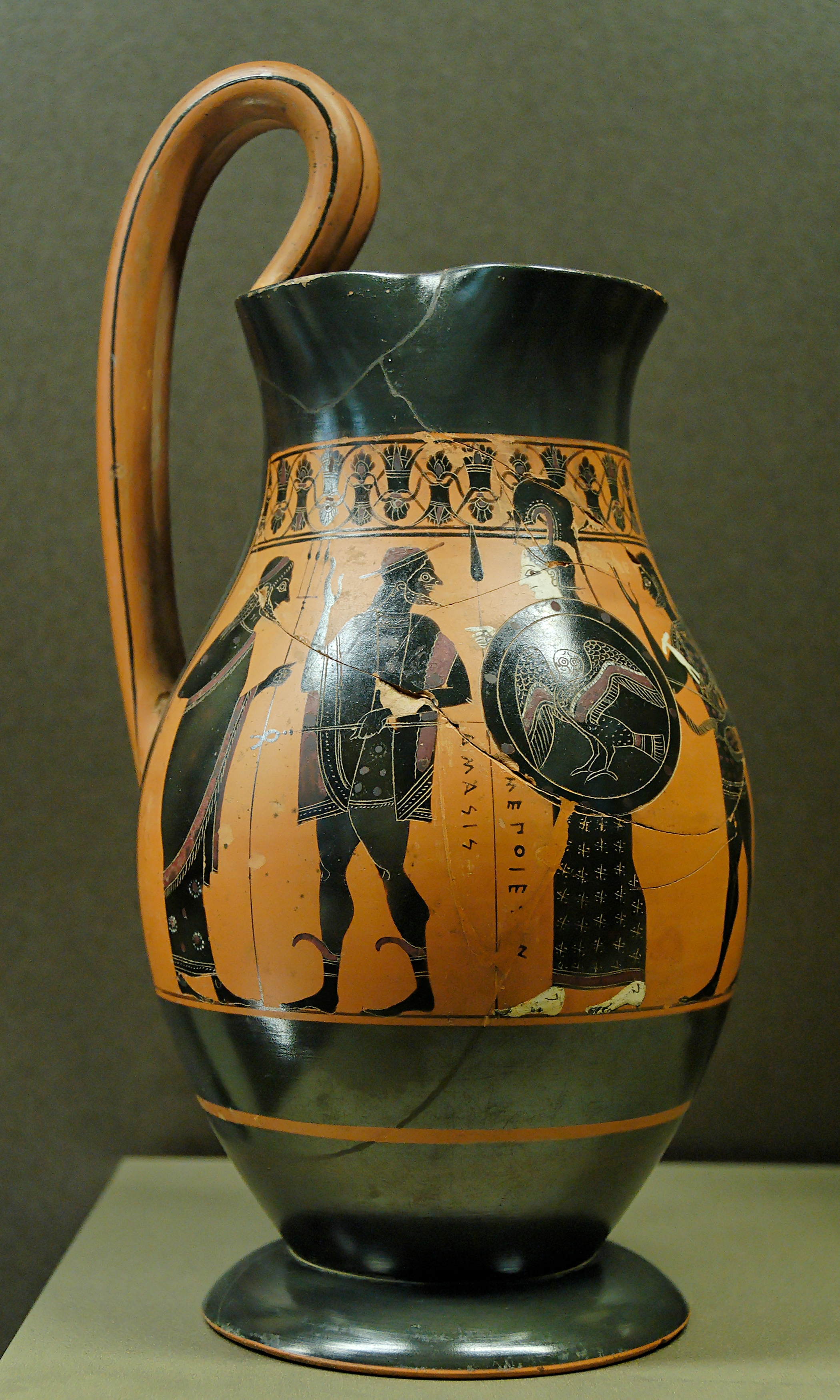
Cerámica de figuras negras ateniense, c. 540 a. C.
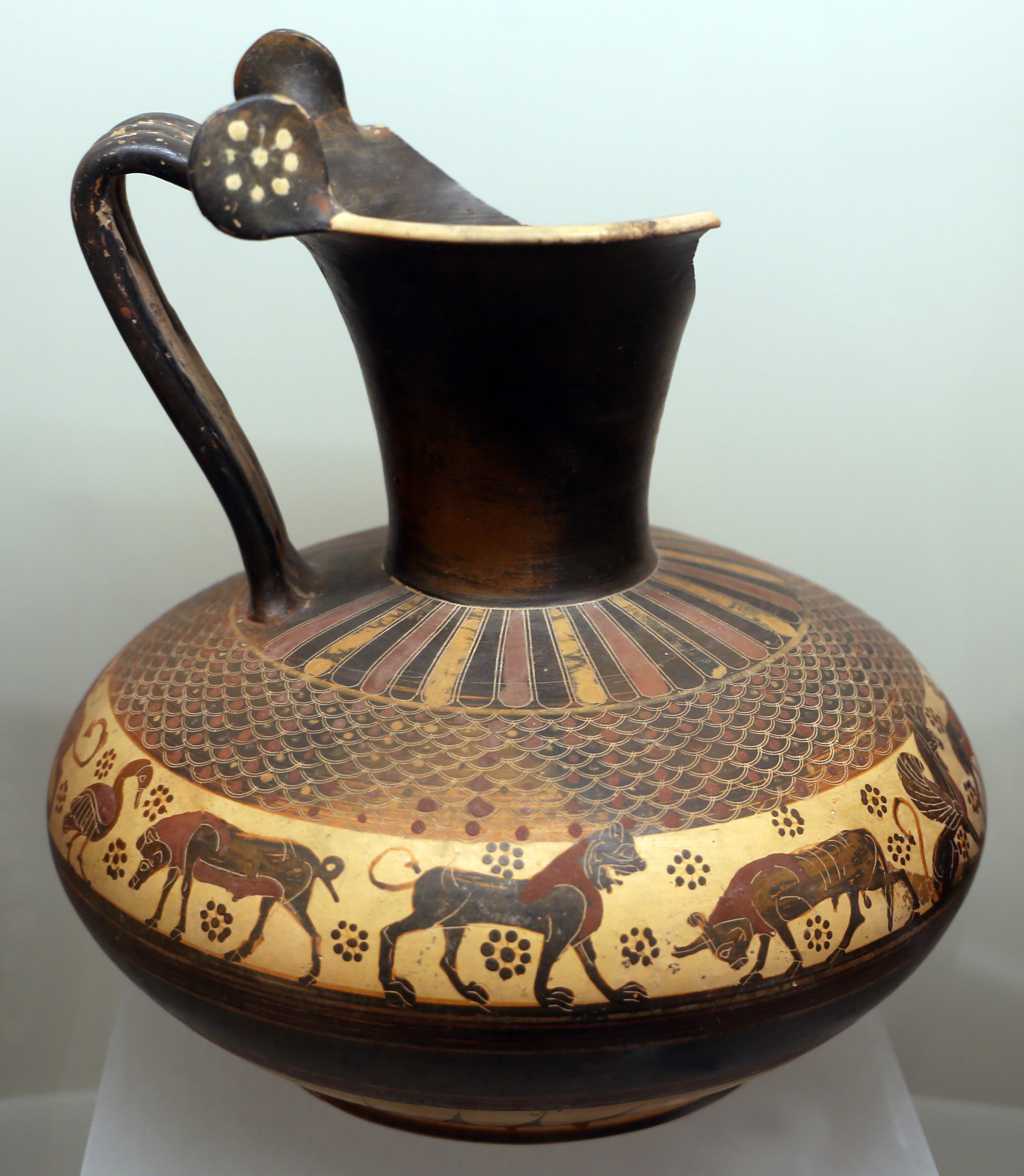
Olpe protocorintio, c. 540 a. C.
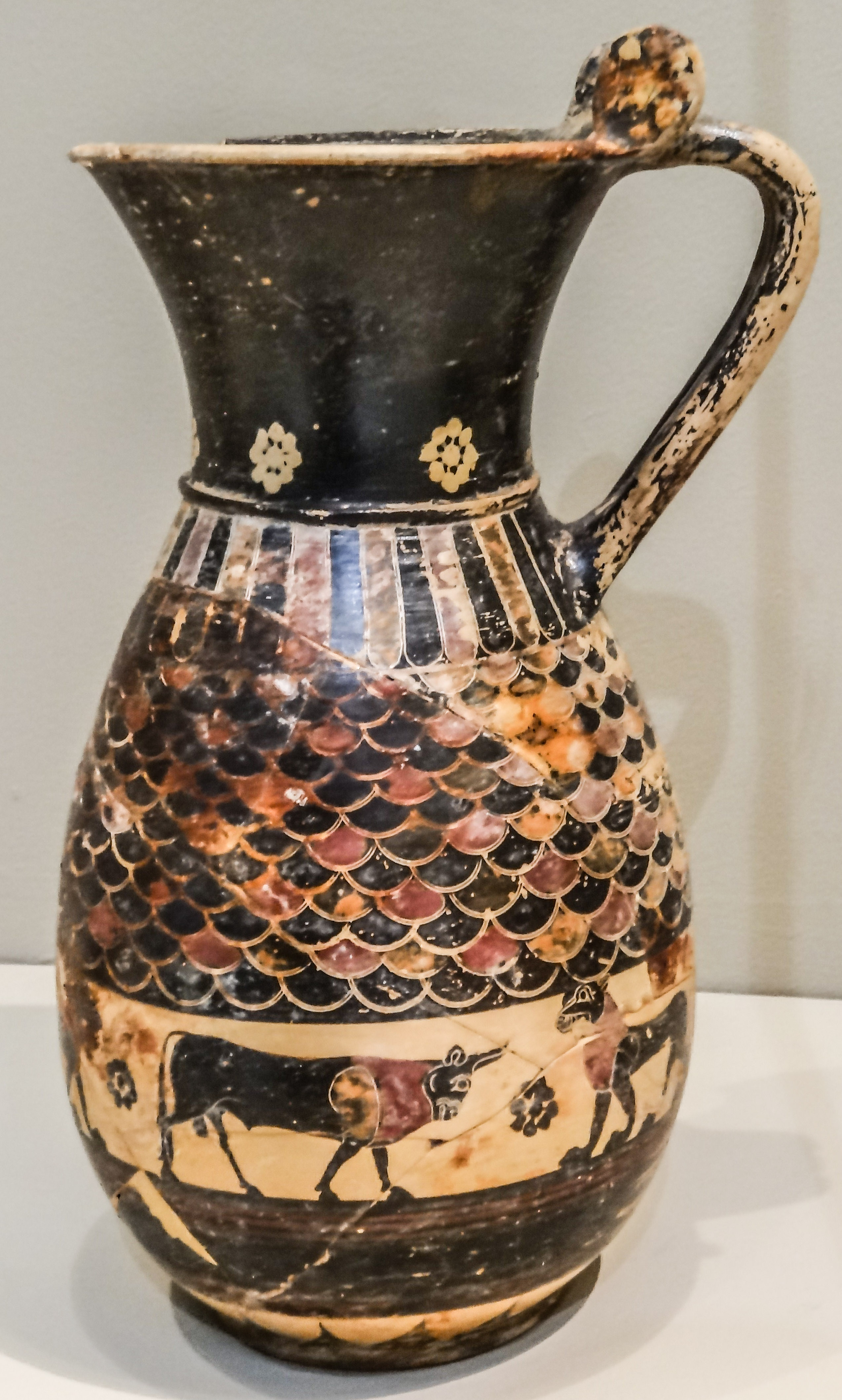
Olpe protocorintio (de Etruria), c. 650–620 a .C.
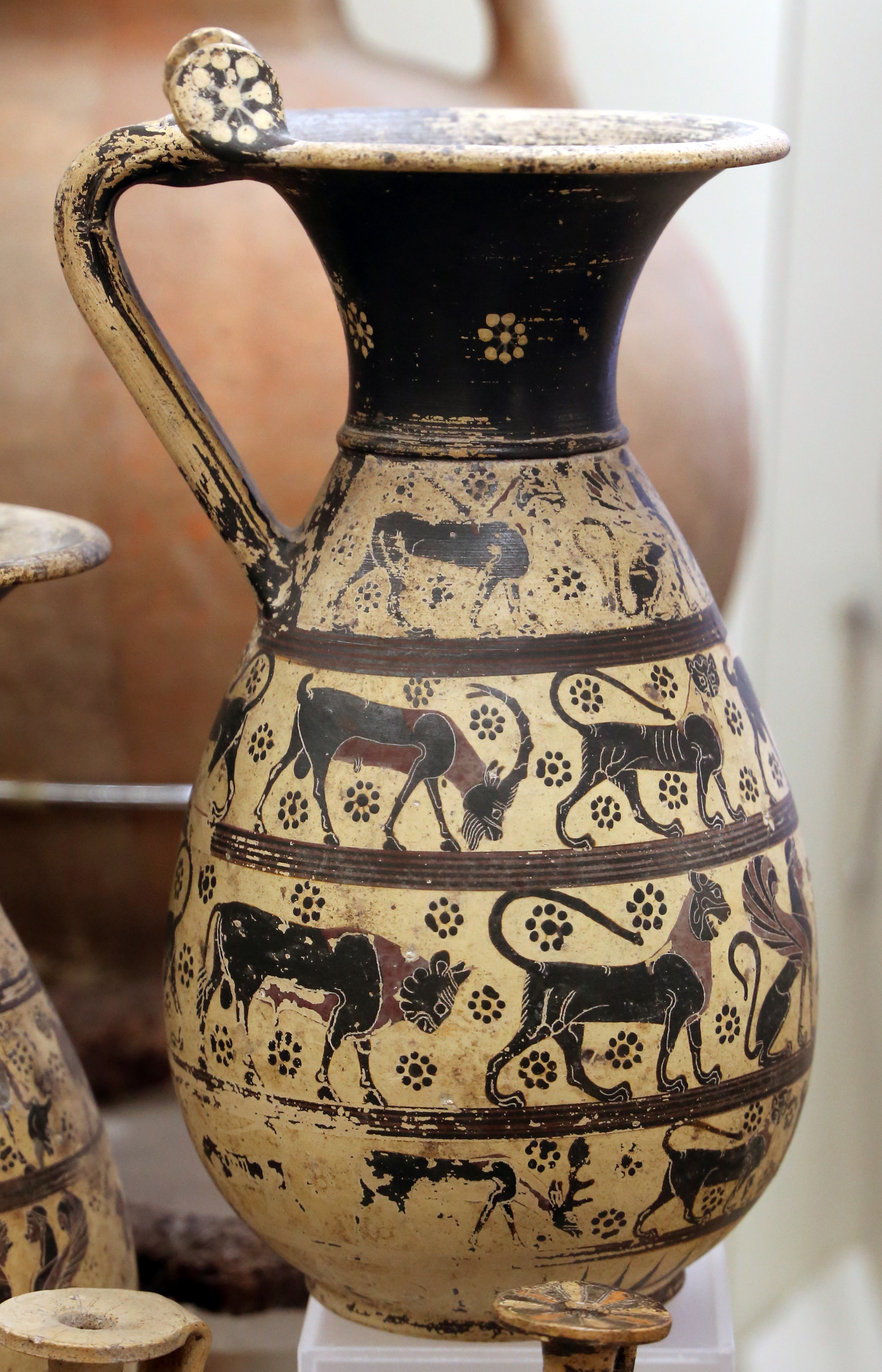
Olpe protocorintio decorado con dibujos de animales y rosetas punteadas, ca. 630 a. C., Villa Julia (Roma).